# کلسی بون
کلسی بون (انگلیسی: Kelsey Bone؛ زادهٔ ۳۱ دسامبر ۱۹۹۱) بازیکن بسکتبال اهل ایالات متحده آمریکا است.
وی در مسابقات کشوری و بین‌المللی در مجموع برندهٔ ۲ مدال طلا شده‌است.